# Vladimír Kratochvíl
Vladimír Kratochvíl (15. května 1921 - ???) byl český a československý politik Československé strany lidové a poslanec Sněmovny lidu Federálního shromáždění za normalizace.

## Biografie
K roku 1971 se profesně uvádí jako agronom JZD. K roku 1976 jako předseda kontrolní komise JZD.
Ve volbách roku 1971 zasedl do Sněmovny lidu (volební obvod č. 132 - Přerov, Severomoravský kraj). Mandát obhájil ve volbách roku 1976 (obvod Přerov) a volbách roku 1981 (obvod Přerov). Ve Federálním shromáždění setrval do konce funkčního období, tedy do voleb v roce 1986.